# Burguj
Burguj (ros. Бургуй) – wieś (ułus) w Rosji, w Buriacji, w rejonie zakamieńskim. W 2021 liczyła 455 mieszkańców.